# Розповіді про Дімку
«Розповіді про Дімку» — радянський дитячий кольоровий художній фільм 1969 року, знятий режисерами Григорієм Ліпшицем, Ісааком Шмаруком і Віталієм Кондратовим на Кіностудії ім. О. Довженка.

## Сюжет
Телезбірка складається з трьох новел: «Дімка розсердився», «Дімка велогонщик», «Дімкин півник».

### Дімка-велогонщик
Дімка завоював приз у тирі — торт із шоколадним зайцем, частину якого тут же з'їв. У цей час дядько Діми запропонував вручити торт переможцю велогонки.

### Дімка розсердився
Дімка, образившись на дорослих, які пожартували з нього, розфарбовує фотографії своїх кривдників. Він упевнений, що всі вони отримавши нові кольори, зрозуміють, які несправедливі були до нього.

### Дімкин півник
Тато Діми купив живого півня. Коли Діма дізнався, що півень призначений для супу, він зі своїм приятелем Андрієм сховав його. Батьки зрозуміли почуття хлопчиків. Півень залишився жити на правах члена сім'ї.

## У ролях
- Олександр Марченко — Дімка («Дімка-велогонщик», «Дімка розсердився», «Дімкин півник»)
- Олексій Грінченко — Гоша («Дімка-велогонщик», «Дімка розсердився»)
- Валентина Гришокіна — тітка Рита («Дімка розсердився»)
- Любов Комарецька — бабуся («Дімка розсердився», «Дімкін півник»)
- Лідія Чащина — Катя, мама Дімки, лікар («Дімка розсердився», «Дімкин півник»)
- Геннадій Ялович — Гена, тато Дімки, вчитель хімії («Дімка розсердився», «Дімкин півник»)
- Ігор Балла — тато Олени («Дімка-велогонщик»)
- Ірина Смирнова — Олена («Дімка-велогонщик»)
- Микола Яковченко — завідувач тиром («Дімка-велогонщик»)
- Андрій Іванов — Андрій («Дімкин півник»)
- Грігол Талаквадзе — глядач на велогогнках («Дімка-велогонщик»)

## Знімальна група
- Режисери — Григорій Ліпшиць, Ісаак Шмарук, Віталій Кондратов
- Сценарист — Георгій Кушніренко
- Оператори — Наум Слуцький, Борис Мясников
- Композитори — Віктор Шевченко, Яків Лапінський
- Художник — Георгій Прокопець